# Ан-2СХ
Ан-2СХ — сільськогосподарський літак зі спецспорядженням для авіахімробіт. Літак має устаткування для сипучих і рідких хімікатів. Устаткування для сипучих хімікатів складається з хімбака і тунельного розпилювача. Для роздрібнення хімікатів в баку містилася мішалка з приводом від верхнього вітряка. Завантаження бака проводиться через два люки на верху фюзеляжу. Устаткування для рідких хімікатів складається з хімбака і обприскувача з підкрильними штангами. Для роботи обприскувача під фюзеляжем встановлений насосний агрегат з вітряком. Завантаження бака проводиться через штуцер, змонтований на лівому борту. Ан-2СХ будувалися серійно в СРСР, Польщі, під позначенням An-2R — rolnicza і Китаї, під позначенням Y-5B.

## Історія[1]
З травня 1950 року на колгоспах і радгоспах Київської області почали використовувати Ан-2  для АХР (авіаційно-хімічні роботи). А з весни 1951 р. почалося масове використання Ан-2 на хімроботах в інших областях України. Ан-2 замінив 5 тракторів, 15 сіялок і 6 
автосамоскидів, при цьому питомі витрати знизилися на 30 %.
У лютому 1953 р. в Херсонській і Миколаївській областях пройшов експлуатаційні випробування еталонний зразок Ан-2СХ з новим сільськогосподарським спорядженням. Їх виконали льотчик А. К. Швец і представники ДКБ-153: А. Ю. Маноцков і А. П. Ефремов.

## Використання

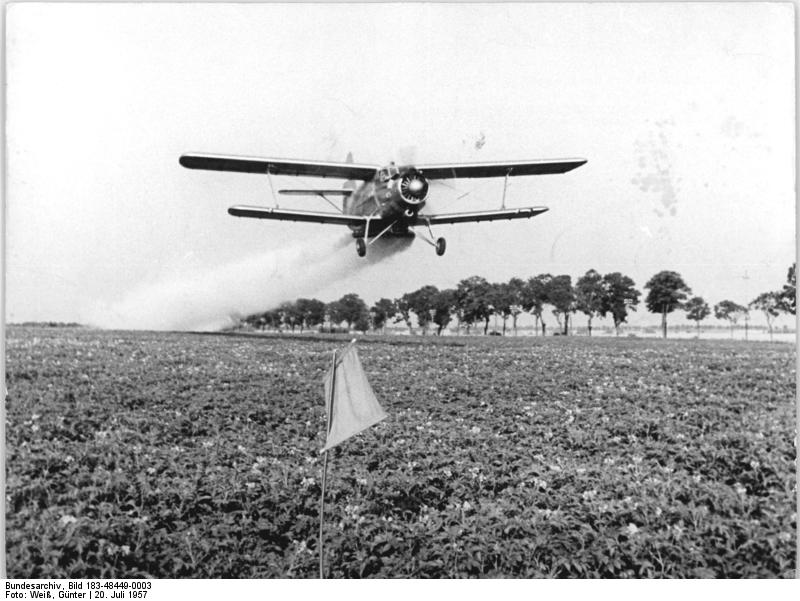
Ан-2СХ

Ан-2СХ використовували для підгодівлі рослин шляхом внесення до ґрунту мінеральних добрив, боротьби з шкідниками і бур'янами шляхом розпилювання і розбризкування отрутохімікатів, обслуговування тваринництва шляхом сівби кормових трав, підгодівлі пасовищ, винищування хижих тварин. З Ан-2СХ виконувалася також аеросівба сільгоспкультур, дефоліація (передприбиральне видалення листя) бавовнику і десикація (підсушування на кореню) соняшнику і рису. У 1954-1956 рр. ці літаки використовували для освоєння цілинних і залежаних земель Казахстану і Сибіру.
Ан-2СХ знайшов також різноманітне застосування в лісовому господарстві. Авіатори визначали осередки розмноження шкідників і ділянки з хворими деревами, з метою збереження цінних порід деревини очищали ліси від заростей чагарнику, розсіювали насіння сосни і модрини на лісових вирубках, а також несли патрульну службу, оберігаючи ліси від пожеж.

## Модифікації

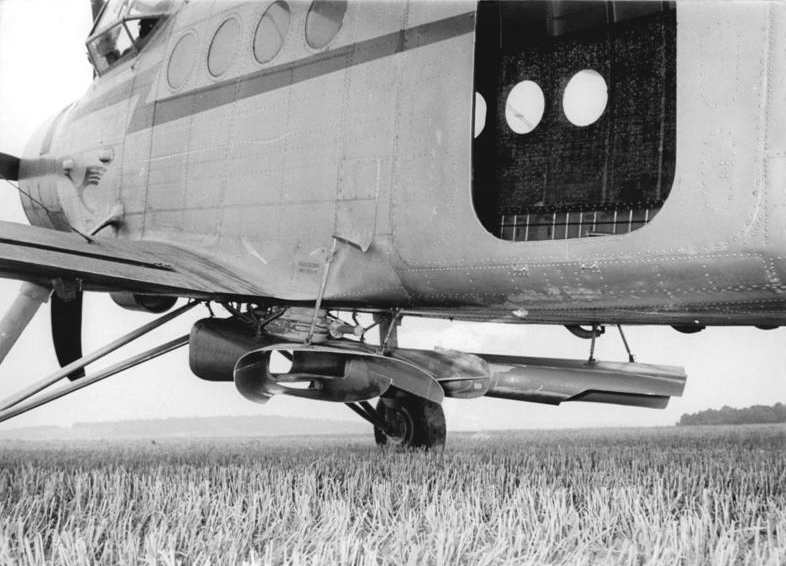
Ан-2СХ з АПО

В 1952 році був розроблений Ан-2СХ з АПО (авіаційний протипожежний обприскувач). АПО використовував хімбак, зливне сопло і балон зі стисненим повітрям. Він викидав рідину вниз зі швидкістю не менше 30 м/с і при цьому мав витрату 50-200 л рідини в секунду. В 1954 році на Київському авіазаводі АПО обладнали 5 Ан-2СХ. Але через малу ефективність одиничного застосування вони так і не використовувалися й були переобладнані в транспортні.

## Цікаві факти
У 1964 р. льотчик Київського підрозділу авіації спецзастосування Українського управління ГА Е. П. Салмин і члени його екіпажа (другий пілот А. Бариш, авіатехнік В. Скляренко і авіамеханік Е. Проценко) на Ан-2СХ обробили 73 тис. га колгоспних полів. Такого вироблення ще не досягали ні на одному сільськогосподарському літаку.

## Технічний опис[2]

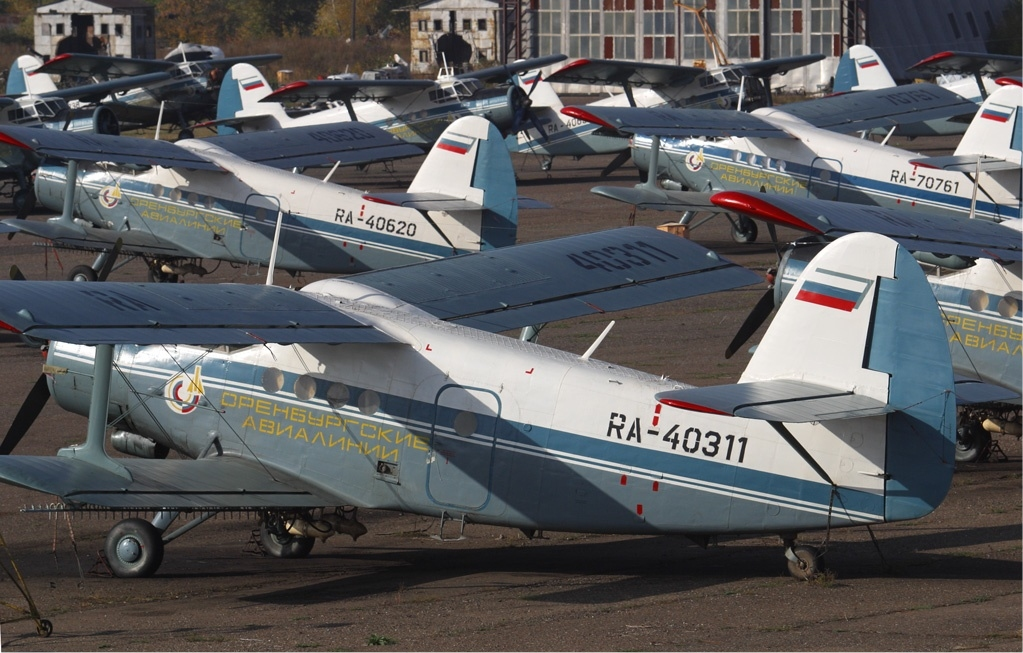
Ан-2СХ з обприскувачами для рідких хімікатів

Спецшасі літака Ан-2СХ

У центрі мас літака встановлений бак для хімікатів місткістю 1400 л, котрий звужується до низу. Для  порошкоподібних хімікатів і гранульованих добрив в баку був круглий отвір діаметром 300 мм, через який порошок поступає в тунельний розпилювач. Для роздрібнення хімікатів в баку містилася мішалка з приводом від верхнього вітряка. Завантаження бака проводилося через два люки на верху фюзеляжу. Порошок рівномірно розсівається смугою шириною 18 — 22 м. З 1975 р. застосовується трьохканальний розпилювач РТШ-1 для збільшення ширини смуги розпилювання. Хімікати розсіваються з швидкістю до 20 кг за секунду.
Обприскуюча рідина, за допомогою дозувального насоса, що діє від вітряка, виливається з бака в горизонтальну трубку, прикріплену під нижнім крилом, яка забезпечена численними насадками. Завантаження бака проводиться через штуцер, змонтований на лівому борту. Рідина рівномірно розсівається смугою шириною  до 30 м. Хімікати розсіваються з швидкістю до 18 л за секунду.
Пристрої для рідких і сипких хімікатів взаємозамінні на одному і тому ж літаку.
Для посадки на непідготовлені аеродроми було побудоване і випробуване спеціальне шасі. До його звичайних головних коліс були додані на тих же осях зварні візки, що несуть по два додаткові колеса спереду і позаду головного і хвостове колесо з додатковою лижнею. Опорна поверхня зросла удвічі, і літак міг рулювати і злітати навіть упоперек борозен зораного поля, прохідність різко зросла. Проте маневреність літака на землі погіршала, і нове шасі серійно не будували.

## Технічні характеристики
Джерело: 
Основні характеристики
- Екіпаж: 2 чоловіка
- Вантажопідйомність: 1 400 кг
- Довжина:
- Висота: 5,35 м
- Розмах крила: 18,17 м (верхнє), 14,23 м (нижнє)

- Площа крила: 71,52 м
- Нормальна злітна маса: 4660 кг
- Максимальна злітна маса: 5250 кг
- Маса палива у внутрішніх баках: 900 кг
- Силова установка: 1 × Поршневий АШ-62ІР  1000 к.с. ( 735 кВт)
- Повітряний гвинт: В-509А-Д7, В-509А-Д7, АВ-2
- Діаметр гвинта: 3,60 м

Льотні характеристики
- Крейсерська швидкість: 136—160 км/год
- Перегінна дальність: 1550 км
- Довжина розгону: 105 м
- Довжина пробігу: 140 м

## Катастрофи
За даними на  лютий 2011 року було втрачено 168 літаків типу Ан-2СХ, з них 2 радянського виробництва (Ан-2СХ) і 166 - польського (An-2R) .